# Ophthalmis ornata
Ophthalmis ornata là một loài bướm đêm trong họ Noctuidae.